# 機動救難士
機動救難士（きどうきゅうなんし、英語: Mobile rescue technician）は、海上保安官の配置の一つ。航空基地に配置され、海上で急病人や海難事故が発生した際にヘリコプターで出動し、救助活動を行う。「空飛ぶ海猿」と俗称されるほか、当初の案では「ミニ特救隊」と称されていた。

## 来歴
海難および人身事故の約95％が沿岸20海里以内（約37km）の海域で発生しているため、海上保安庁では沿岸海難などの対応を重視していた。海難事故では常に傷病者の移送が課題となり、特に傷病が重篤な場合は一刻も早い収容が必要となることから、洋上救急では救難ヘリコプターが重用されてきた。
ヘリコプターによって要救助者をピックアップする場合、潜水士が船上あるいは洋上に降下してこれを支援するが、この際にホイストクレーンを使わないリペリング降下を行えるのは、特殊救難隊員など一部の要員に限られていた。このことから、リペリング降下などの高度な救難技術を備えた専門家チームを航空基地に配置することで、救助体制の強化・迅速化を図ることになった。これが機動救難士である。

## 編制
潜水士として十分な経験を積んだ者から、所定の部内研修を経て選別されており、特殊救難隊経験者も多い。また隊員の約半数は救急救命士の資格を有しており、必要であれば機内で処置を行うこともできる。なお特救隊の潜水深度は60メートルとされているが、機動救難士はヘリコプターで現場に到着し、空から潜水を行うことから、潜水深度は8メートルに制限されている。
当初計画では5か所に配備される予定であり、まず2002年に福岡航空基地に配置された。また2003年4月には、函館・美保・鹿児島の各航空基地に「救護士」が発足していたが、2004年4月には、これらも機動救難士へと発展的に改組された。2019年現在では9か所の航空基地に9人ずつが配置されており、羽田特殊救難基地（特殊救難隊）とあわせて、日本各地の沿岸におおむねヘリコプターで1時間以内に駆けつけられる体制が整備された。
しかし道東・道北地域はこの「1時間出動圏」から外れており、2022年の知床遊覧船沈没事故で救助の遅れにつながった可能性が指摘されたことから、2023年度に釧路航空基地にも配置された。

### 配置基地
- 函館航空基地（第一管区）：救護士から改組
- 釧路航空基地（第一管区）：2023年4月、9人を配置
- 仙台航空基地（第二管区）：2011年10月1日配置
- 関西空港海上保安航空基地（第五管区）：2005年配置[4]
- 北九州航空基地（第七管区）：福岡航空基地時代の2002年10月1日、全国に先駆けてまず4人を配置[12]
- 美保航空基地（第八管区）：救護士より改組、2008年7月には4人を追加[13]
- 新潟航空基地（第九管区）：2010年10月1日、8人を配置[14][15]
- 鹿児島航空基地（第十管区）：救護士から改組
- 那覇航空基地（第十一管区）：2009年10月、8人を配置[16]
- 石垣航空基地（第十一管区）：2015年5月15日配置